# 德莲小堂
50°50′43″N 4°21′18″E / 50.84528°N 4.35500°E
德莲小堂（法語：荷蘭語：）是一座位于比利时布鲁塞尔的小圣堂，临近布鲁塞尔大广场，最初为13世纪Frères Saccites会的一部分。该会于该世纪末解散，该修院便为圣弥额尔圣古都勒主教座堂所有，改建为一所医院。
Template:Portail